# Anoplopoma fimbria
Charbonnier
Genre
Espèce
Le charbonnier (Anoplopoma fimbria) est une espèce de poissons téléostéens, c'est le seul représentant de son genre Anoplopoma (monotypique). On l'appelle parfois morue charbonnière, à cause des reflets noirs, et parce qu'elle remplace la morue de l'atlantique dans les marchés bien que ce poisson ne soit pas une véritable morue. Ce poisson peut aller jusqu'à 2 740 m de profondeur. Il peut atteindre jusqu'à 1,20 m de longueur. On trouve le charbonnier dans le nord de l'océan Pacifique.

## Systématique
Le nom valide complet (avec auteur) de ce taxon est Anoplopoma fimbria (Pallas, 1814).
Anoplopoma fimbria a pour synonymes :
- Anoplopoma merlangus Ayres, 1859
- Gadus fimbria Pallas, 1814
- Scombrocottus salmoneus Peters, 1872

## Publication originale
L'espèce a été décrite sous le basionyme de Gadus fimbria dans l'ouvrage :
- Pallas, P. S. (1814). Zoographia Rosso-Asiatica, sistens omnium animalium in extenso Imperio Rossico et adjacentibus maribus observatorum recensionem, domicilia, mores et descriptiones anatomen atque icones plurimorum.3 vols.[1811-1814]. Academia Scientiarum, Petropolis [Sankt Petersburg]. v. 3: i-vii + 1-428 + index (I-CXXV), Pls. 1, 13, 14, 15, 20 and 21[3].